# Horváth Lajos (festő)
Horváth Lajos (Pápa, 1941. május 13. – Veszprém, 2019. június 30.) magyar festőművész.

## Életútja
1954–1961 között a pápai Képzőművészeti Szabadiskolában tanult, ahol mesterei Cziráki Lajos és A. Tóth Sándor voltak. Példaképe Kondor Béla.

## Díjak, elismerések
- 1995: Veszprém Múzeum Érdemrendje

## Egyéni kiállítások
- 1983 • Egyetem, Veszprém • Húsipari Klub, Pápa (kat.)
- 1986 • Kiállítóterem, Zalaegerszeg • Bakonyi Múzeum, Veszprém
- 1987 • Szőnyi Terem, Miskolc • Dózsa György Művelődési Központ, Budapest (kat.)
- 1988, 1993 • Csontváry Terem, Budapest
- 1990 • Tihanyi Múzeum, Tihany
- 1994 • NG, Losonc, Losonc (SZL)
- 1995 • Művelődési Ház, Veszprém
- 1998 • Egyetem, Veszprém
- 1998 • Uden (NL).

## Válogatott csoportos kiállítások
- 1985 • II. Táblaképfestészeti Biennálé, Móra Ferenc Múzeum, Szeged
- 1987 • Dunántúli Tárlat, Kaposvár • Észak-dunántúli Tárlat, Szombathely
- 1997-99 • Pápai Tárlat
- 1997 • Magyar Szalon '97, Műcsarnok, Budapest
- 1998 • Künstler der Region Pápa, Schwetzingen (D)
- 1999 • Pápai művészek, Laonding (A).

## Művek közgyűjteményekben
Laczkó Dezső Múzeum, Veszprém • Magyar Nemzeti Galéria, Budapest.